# Аркола (Вирџинија)
Аркола (енгл. Arcola) насељено је место без административног статуса у америчкој савезној држави Вирџинија.

## Демографија
По попису из 2010. године број становника је 233.
| Група             | 2000.    | 2010.      |
| Белци             | 0 (0,0%) | 98 (42,1%) |
| Афроамериканци    | 0 (0,0%) | 13 (5,6%)  |
| Азијати           | 0 (0,0%) | 72 (30,9%) |
| Хиспаноамериканци | 0 (0,0%) | 40 (17,2%) |
| Укупно            | 0        | 233        |